# Монтієрі
Монтієрі (італ. Montieri) — муніципалітет в Італії, у регіоні Тоскана,  провінція Гроссето.
Монтієрі розташоване на відстані близько 185 км на північний захід від Рима, 75 км на південь від Флоренції, 45 км на північ від Гроссето.
Населення — 1216 осіб (2014).

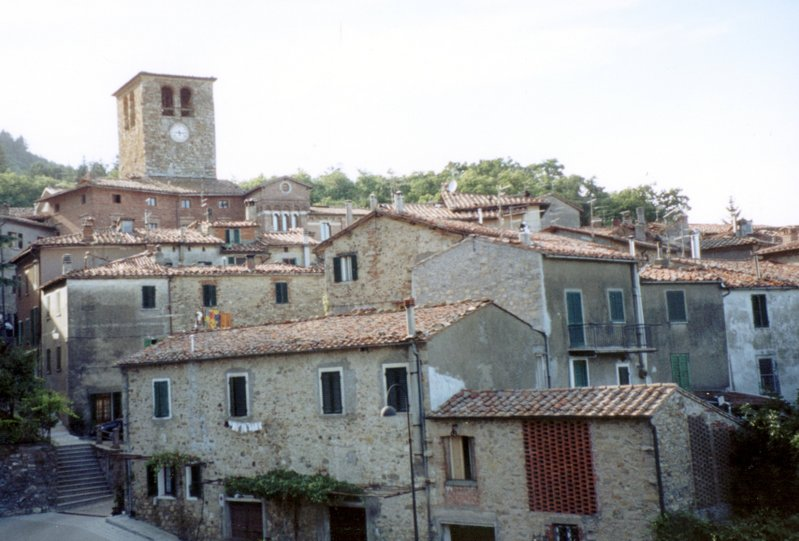

Щорічний фестиваль відбувається 28 грудня. Покровитель — Beato Giacomo da Montieri.

## Демографія
Населення за роками:

Станом на 1 січня 2023 року в муніципалітеті офіційно проживало 357 іноземців з 29 країн, серед них 91 громадянин країн Євросоюзу та 10 громадян України.

## Сусідні муніципалітети
- Кастельнуово-ді-Валь-ді-Чечина
- Кьюздіно
- Масса-Мариттіма
- Монтеротондо-Мариттімо
- Радікондолі
- Роккастрада